# المركز الوطني لكفاءة وترشيد المياه
المركز الوطني لكفاءة وترشيد المياه هو مركز حكومي سعودي، له شخصيته القانونية والمالية والاعتبارية المستقلة، تأسس المركز بموجب قرار مجلس الوزراء بتاريخ 20/06/1442 هـ.

## الرؤية والرسالة والأهداف

### الرؤية
أن تكون السعودية نموذجًا عالميًا يحتذى به في كفاءة وترشيد المياه.

### الرسالة
رفع كفاءة سلاسل إمداد المياه، وترسيخ ثقافة ترشيد استهلاك المياه للوصول إلى استدامة مائية وبيئية واقتصادية.

### الأهداف
- وضع برامج وطنية لكفاءة وترشيد المياه.
- تحديد المؤشرات والأهداف، ووضع الخطط والسياسات المتعلقة بذلك مع متابعة تنفيذ الخطوات اللازمة لتحقيقها مع الجهات ذات العلاقة، والتحقق من نتائجها ومدى فاعليتها، وإعداد تقارير دورية بذلك.
- تشجيع ودعم الاستثمار والتمويل في المجالات التي تهدف إلى تحقيق كفاءة وترشيد المياه علاوة على ذلك.
- وضع القواعد اللازمة لتأهيل وترخيص مقدمي خدمات كفاءة وترشيد المياه، والتنسيق مع الجهات المعنية فيما يختص بالاختبارات ذات الصلة.
- تقديم الخدمات الفنية والاستشارية في مجال تدقيق كفاءة وترشيد المياه والقياس والتحقق.
- إعداد الدليل الوطني لخدمات كفاءة وترشيد المياه ويشمل القياس والتحقق لخدمات كفاءة وترشيد المياه.[3]

## أعضاء مجلس الإدارة[4]
| الأسم                         | المنصب            |
| ----------------------------- | ----------------- |
| عبدالرحمن بن عبدالمحسن الفضلي | رئيس مجلس الإدارة |
| عبدالعزيز بن محارب الشيباني   | عضو               |
| محمد بن عبدالله العبيد        | عضو               |
| محمد بن علي الصبيحي           | عضو               |
| عبدالرزاق بن صبحي العوجان     | عضو               |
| إياد بن محمد نظمي             | عضو               |
| أسامة بن حمد الجفال           | عضو               |
| نايف بن محمد العبادي          | عضو               |
| تركي بن عبدالرحمن البابطين    | عضو               |
| سعود بن راشد العسكر           | عضو               |
| عبدالرحمن بن سليمان الذكير    | عضو               |
| نايف بن فيحان الرقاص          | عضو               |
| عبدالله بن محمد البيشي        | عضو               |
| فيصل بن سلطان السبيعي         | عضو               |
| عمر بن دعيج عميره             | عضو               |

## وصلات خارجية
الموقع الرسمي.